# 巴甫利夫卡 (柳別奇市鎮)
51°38′22″N 30°53′44″E / 51.63944°N 30.89556°E
巴甫利夫卡（烏克蘭語：Павлівка）是位於烏克蘭北部的村莊，由切爾尼希夫州切爾尼希夫區的柳別奇市鎮負責管轄。該村始建於1854年，面積1.61平方公里，海拔高度153米，2001年人口546，人口密度每平方公里339.1人。